# Lubomino
Lubomino (Arnsdorf fino al 1945) è un comune rurale polacco del distretto di Lidzbark Warmiński, nel voivodato della Varmia-Masuria.
Ricopre una superficie di 149,56 km² e nel 2004 contava 3 711 abitanti.